# فيلي بريج
فيلي بريج هي شبه جزيرة طويلة ضيقة توجد على بعد ميل تقريبًا شمال فيلي، شمال يوركشاير. ويبلغ ارتفاع جروفها المنحدرة 15 مترًا وتتكون من مجموعة متنوعة من المواد، بدءًا من الحجر الرملي النقي إلى الحجر الجيري النقي. ويعرف الطرف الأرضي من شبه جزيرة فيلي بريج باسم كار نازي، بينما يسمى العنق الطويل المكون من الصخور عند الجانب البحري باسم بريج.وفي أوائل السبعينيات تم تحويل الحقول الموجودة أعلى منطقة «بريج» إلى المتنزه الريفي فيلي بريج. وجدير بالذكر أن الخصائص الحيوية والجيولوجية لفيلي بريج تضعها ضمن المواقع ذات الاهتمام العلمي الخاص في شمال يوركشاير.

## التاريخ القديم
تم تسجيل التاريخ القديم لشبه جزيرة فيلي بريج لأول مرة بواسطة عالم آثار محلي، هو الدكتور كورتيس (دكتوراة في الطب)، والذي قام بحفر محطة إشارات رومانية عام 1857. وفي نوفمبر من هذا العام أعطى محاضرة لعلماء الآثار في فيلي سرد فيها عددًا من النتائج التي اكتشفها «رسام ينتمي إلى فيلي، اسمه ويلسون،» الذي كان قد اكتشف كميات كبيرة من الآنية الفخارية والأحجار والخشب المحروق الذي يرجع للحقبة الرومانية في منطقة كار نازي في الجانب الشمالي من خليج فيلي. وقد شجعت النتائج على إجراء المزيد من عمليات الحفر، وكانت نتيجتها خمسة أحجار كبيرة يعتقد أنها مذابح أو قواعد أعمدة مع نحت كلب يطارد مهرًا على واحدة منها. كما ذكر كورتيس أنه بالقرب من إحدى الصخور تم العثور على نقش يحمل جزءًا من سطرين:
CÆSAR S E

Q V A M . S P E
وقد أدت الأبحاث الأخرى التي أجريت عام 1920 إلى الاعتقاد بأن الصخور الخمس التي اكتشفها كورتيس كانت أساسًا لبرج مراقبة خشبي. ورغم ذلك فلا توجد أية بقايا أخرى مرئية هذه الأيام نظرًا لتآكل الجرف. وقد تم استنتاج أن محطة الإشارات تمت إقامتها في أواخر القرن الرابع وتم إهمالها أو سرقتها قرابة عام 400 قبل الميلاد. ويمكن الآن مشاهدة الصخور الخمس في حدائق فيلي الهلالية.

## الجيولوجيا والحياة البرية
نشأ التركيب الكلي لخليج فيلي ومنطقة «بريج» عن الحقيقة القائلة إن الصخر الموجود بالجانب الجنوبي من منطقة «بريج» انزاح لأسفل، مما تسبب في امتداد الطين المتراكب عند مستوى سطح البحر أو أسفله، وهو ما جعله يتآكل ليكون خليج فيلي. ويبرز الصخر الصلب الموجود بالجانب الشمالي خارجًا ليشكل منطقة «بريج». وما يزال التركيب يتآكل وقد حدثت انزلاقات صخرية كبيرة ناتجة عن التآكل السريع المستمر للجروف الطينية بمنطقة كار نازي. وقد حدث آخر انزلاق عام 1869 واقتلع عدة مئات من الأمتار من منطقة نازي.
وتعتبر صخور فيلي بريج إلى جانب المنطقة الواقعة تحت المد والجزر موطنًا لجذب فصائل متعددة من الطيور، مثل صائدات المحار والطيطوي أحمر الساق وطائر زمار الرمل الأرجواني، التي تزور خط الشاطئ بأعداد هائلة على المستوى القومي خلال فصل الشتاء.

## الفلكلور
هناك أسطورتان بشأن تكون النتوء الصخري الطويل المعروف باسم «فيلي بريج». فوفقًا لإحداهما تم بناء هذا البروز بواسطة الشيطان، والذي بحث بيده عن مطرقته في البحر بعد أن فقدها ولكنه أمسك سمكة بدلاً منها. وهنا هتف الشيطان، «آه! ديك»، والتي تشير إلى اسم السمكة - الحدوق. ومنذ هذا الحين حمل «فيلي بريج» علامات إمساك الشيطان بأكتافه.
وهناك أسطورة أخرى تقول أن الصخور كانت عظام تنين، والذي كان يرهب المنطقة ولكن أهل المدينة كانوا أوسع منه حيلة، فتمكنوا من إغراقه عندما غاص داخل البحر ليغسل البقايا من بين أسنانه.